# James Purnell
James Mark Dakin Purnell (ur. 2 marca 1970 w Londynie) – brytyjski polityk, były minister pracy i emerytur. Członek Partii Pracy.
Większość dzieciństwa spędził we Francji. Jest absolwentem PPE (interdyscyplinarne studia łączące filozofię, ekonomię i nauki polityczne) na Uniwersytecie Oksfordzkim. W latach 1996–2001 zasiadał w londyńskim samorządzie lokalnym i równocześnie był specjalnym doradcą Tony’ego Blaira. W wyborach w 2001 został wybrany do Izby Gmin jako reprezentant okręgu Stalybridge and Hyde.
Jako członek parlamentu był w latach 2001-2003 członkiem komisji pracy i emerytur. W 2003 został prywatnym parlamentarnym sekretarzem Ruth Kelly w Urzędzie Gabinetu. W grudniu 2004 został jednym z whipów Partii Pracy, a w 2005 parlamentarnym podsekretarzem stanu ds. innowacyjnych przedsiębiorstw i turystyki w resorcie kultury, mediów i sportu. Zajmował się też m.in. liberalizacją systemu wydawania pozwoleń na sprzedaż alkoholu w Anglii i Walii. W maju 2006 został ministrem stanu w ministerstwie pracy i świadczeń społecznych, odpowiedzialnym za drugą z tych dziedzin.
W czerwcu 2007 nowy premier Gordon Brown powołał go na urząd ministra kultury, mediów i sportu. W 2008 został ministrem pracy i emerytur. Purnell był najmłodszym członkiem tego gabinetu. Został również powołany do Tajnej Rady. 4 czerwca 2009 Purnell zrezygnował ze wszystkich zajmowanych stanowisk, krytykując równocześnie premiera Browna i wzywając go do rezygnacji. 19 lutego 2010 ogłosił rezygnację ze startu w kolejnych wyborach parlamentarnych.
Prywatnie Purnell jest żonaty z reżyserką Lucy Walker. Interesuje się filmem, teatrem, muzyką i piłką nożną.